# Bronto Inkas
Bronto Inkas – samochód osobowy klasy kompaktowej z nadwoziem typu minivan produkowany przez rosyjski koncern Bronto.
Samochód ten znany jest także pod nazwą WAZ 2120 Nadieżda.
W 1997 roku w Moskwie zadebiutował pierwszy rosyjski minivan WAZ 2120 Nadieżda. Dodatkowe ulepszenia tego pojazdu wprowadzono 3 lata później. Samochód ten może przewozić 7 pasażerów. Ten ulepszony pojazd zbudowano na bazie WAZ 21313 Niva i nazwano Bronto Inkas. Samochód ten jest opancerzony i ma miejsce dla 3 osób, a także ponad 0,6 m³ przestrzeni towarowej do przewozu 400kg ładunków.